# Дом правительства (Мендоса)
Дом правительства Мендосы (исп. Casa de Gobierno de la Provincia de Mendoza) — здание, в котором заседают представители исполнительной власти провинции Мендоса, Аргентина. Является частью административного района города, проект которого так и остался в бо́льшей степени нереализованным.

## История
Старое здание Дома правительства располагалось на площади Независимости. В 1927 году обсуждался проект по переносу правительственного здания в центральную часть площади, но позднее было решено от этих планов отказаться.
На участке площадью 20 га в конце XIX века находилось здание Национальной сельскохозяйственной школы.
В 1941 году рассматривался План регулирования Мендосы, разработанный архитекторами Фермином Беретербиде, Бельграно Бланко, Кравотто и Скассо, предложение которых заключалось в  зонировании города и организации высокоскоростных магистралей. Семь лет спустя Альберто Бельграно Бланко был нанят провинциальным правительством для проектирования нового района.
12 июня 1948 года было объявлено о планах по возведению правительственного квартала на месте Quinta Agronomica. Было решено отдать приоритет зданиям Дворца правосудия и Дома правительства, но в итоге они оказались единственными двумя реализованными составляющими проекта. Среди так и не построенных зданий — законодательное собрание, провинциальный архив, национальные офисы, резиденция губернатора и прочие. В последующие десятилетия были построены здания муниципалитета Мендосы, федерального суда, школы изящных искусств и национального колледжа, департамента полиции, дорожных служб, пресс-центр для чемпионата мира по футболу 1978 года.
В 1951 году было открыто восточное крыло Дома правительства, в результате чего в эту часть здания был перемещён офис губернатора. На центральную и западную часть ушло ещё несколько лет, к 1958 году возведение комплекса завершилось. Дом правительства объявлен культурным достоянием провинции. В 2010 году в нём прошли общие реставрационные работы.

## Архитектура
На главном фасаде выделяется внушительная лестница. Центральная часть здания выполнена в классическом и рационалистическом стиле, соединяясь по бокам живописными нишами. Выполнено из камня жёлтого цвета, добытого в Качеуте.